# 존 뉴랜드

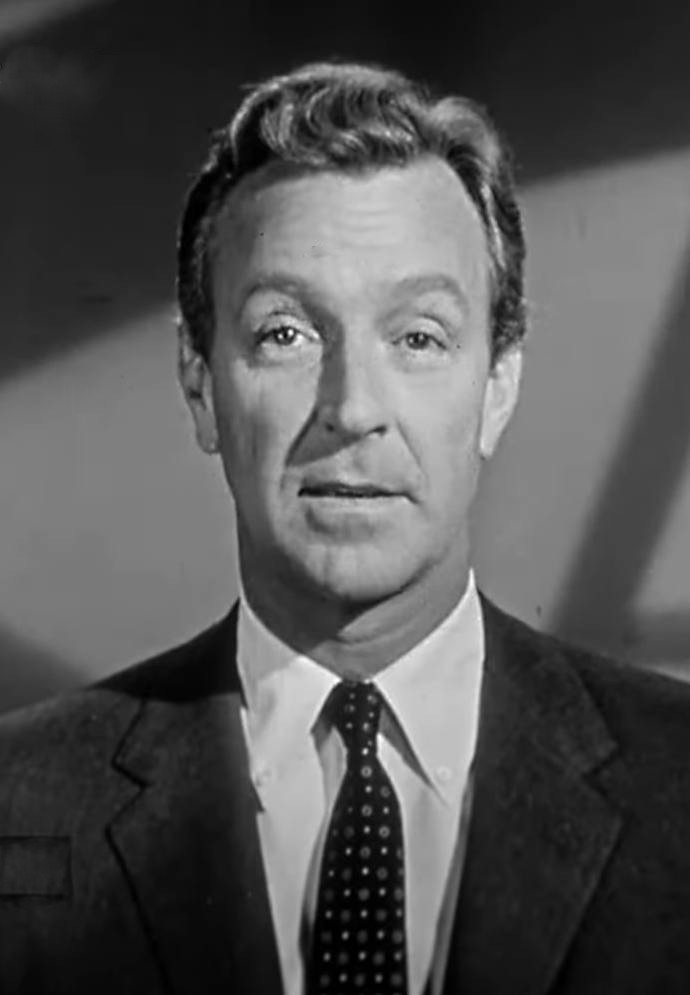

존 뉴랜드(John Newland, 1917년 11월 23일 ~ 2000년 1월 10일)는 미국의 영화 감독, 각본가, 영화 프로듀서, 연극 배우, 텔레비전 배우, 영화배우이다.
신시내티에서 태어났으며 로스앤젤레스에서 사망하였다. 사인은 뇌졸중이다.

## 영화
- 개선문 (1985년)
- 꿈꾸는 낙원 (1978년)
- 원더 우먼 - TV 시리즈 (1975년)
- 여형사 페페 (1974년)
- 돈 비 어프레이드 오브 더 다크 (1973년)
- 어느날 갑자기 (1972년)
- 하와이 5-0수사대 (1968년)
- 0011 나폴레옹 솔로 - 대돌파 (1965년)
- 페이튼 플레이스 - TV 시리즈 (1964년)
- 히치콕 주간 (1955년)
- 스튜디오 원 (1948년)